# Karvik
Karvik är en sjö i Mora kommun i Dalarna och ingår i Dalälvens huvudavrinningsområde. Sjön har en area på 0,136 kvadratkilometer och ligger 211,4 meter över havet. Sjön avvattnas av vattendraget Säsån.

## Delavrinningsområde
Karvik ingår i det delavrinningsområde (677487-142244) som SMHI kallar för Inloppet i Sästjärnen. Medelhöjden är 218 meter över havet och ytan är 4,56 kvadratkilometer. Det finns ett avrinningsområde uppströms, och räknas det in blir den ackumulerade arean 17,09 kvadratkilometer. Säsån som avvattnar avrinningsområdet har biflödesordning 2, vilket innebär att vattnet flödar genom totalt 2 vattendrag innan det når havet efter 332 kilometer. Avrinningsområdet består mestadels av skog (88 procent). Avrinningsområdet har 0,13 kvadratkilometer vattenytor vilket ger det en sjöprocent på 2,9 procent.